# André Butzer
André Butzer (* 1973, Stuttgart) es un artista alemán.

## Biografía
En la actualidad vive en Rangsdorf, en las cercanías de Berlín.

## Exposiciones individuales
2009
- Viele Tote im Heimatland: Fanta, Sprite, H-Milch, Micky und Donald! Gemälde 1999-2008, Kunsthalle Nürnberg

2007
- "André Butzer", Gary Tatintsian Gallery, Inc., Moscú

- "Friedens-Siemense (Teil 2)", Galerie Guido W. Baudach, Berlín

2006
- "Amerikanische Technik im Jahre 2017", Patrick Painter Inc., Santa Mónica (Estados Unidos)
- "André Butzer", Galerie Bernd Kugler, Innsbruck

2005
- "Haselnuß“, Galerie Guido W. Baudach, Berlín

2004
- "Das Ende vom Friedens-Siemens-Menschentraum“, Kunstverein Heilbronn

## Exposiciones colectivas
2014
- "André Butzer / Christian Eisenberger", Künstlerhaus KM–, Halle für Kunst & Medien, Graz

2008
- "Kommando Tilman Riemenschneider. Europa 2008." (con Bara, Tine Furler, Thomas Groetz, Thilo Heinzmann, Andreas Hofer, Erwin Kneihsl, Maja Körner, Berthold Reiß, David Sickinger, Thomas Winkler, Ulrich Wulff) curada por Helmut A. Müller y André Butzer, Hospitalhof Stuttgart

2007
- "Niveaualarm" (con Klaus Auderer, Bara, Katja Barth, Hanna-Mari Blencke, Lutz Braun, Ben Cottrell, Björn Dahlem, Matthias Dornfeld, Axel Geis, Patrycja German, Michael Hackel, Thomas Helbig, Gregor Hildebrandt, Andreas Hofer, Leiko Ikemura, Franka Kassner, Erwin Kneihsl, Maja Körner, Anna Kolodziejska, Gabriel Kondratiuk, Kitty Kraus, Alicja Kwade, Katrin Plavcak, Emanuel Seitz, Markus Selg, Astrid Sourkova, Lorenz Straßl, Frank Lucy Tonke, Remco Torenbosch, Joep van Liefland, Aribert von Ostrowski, Iskender Yediler, Thomas Zipp etc.) curada por Ulrich Wulff, Kunstraum Innsbruck
- "Imagination Becomes Reality. Eine Ausstellung zum erweiterten Malereibegriff. Werke aus der Sammlung Goetz", ZKM Museum für Neue Kunst, Karlsruhe
- "Kommando Friedrich Hölderlin Berlin", Galerie Max Hetzler, Berlín (cat.)

2006
- "Imagination Becomes Reality: Ein mehrteiliger Ausstellungszyklus zum Bildverständnis aktueller Kunst. Part IV: Borrowed Images", Sammlung Goetz, Múnich

## Colecciones
- Sammlung Scharpff
- Taschen
- Sammlung Goetz
- Rubell Collection
- Sammlung Land Tirol

## Enlaces
- Bibliografía relacionada con André Butzer en el catálogo de la Biblioteca Nacional de Alemania.
- https://web.archive.org/web/20110421074153/http://www.andrebutzer.com/
- http://www.artfacts.net/index.php/pageType/artistInfo/artist/5125
- http://www.friedens-siemense.com
- http://www.maxhetzler.com
- http://www.galerie-kugler.at
- http://www.patrickpainter.com
- http://www.guidowbaudach.com
- http://www.giomarconi.com
- http://www.galeriechristinemayer.de
- http://www.metropicturesgallery.com
- http://www.hospitalhof.de

- Datos: Q320812